# Karl Lederer (politik)
Karl Lederer (24. dubna 1831 Dolní Dunajovice – ???) byl rakouský vinař a politik, ve 2. polovině 19. století poslanec Moravského zemského sněmu.

## Životopis
Narodil se v rodině vlastníka bývalého svobodného dvora a vinaře Karla Lederera v Dolních Dunajovicích, toho času největší vinařské obci na Moravě. Díky prestiži plynoucí z vlastnictví dvora byl zvolen za venkovský obvod okresů Mikulov a Jaroslavice po obnovení ústavnosti v moravských zemských volbách 1861 poslancem Moravského zemského sněmu. Protože ale na sněmu nevykazoval žádnou aktivitu, nahradila jej Ústavní strana v následujících volbách Franzem Esingerem.